# Orazio Filippo Spada
Orazio Filippo Spada (Lucca, 23 dicembre 1659 – Roma, 28 giugno 1724) è stato un cardinale e arcivescovo cattolico italiano.

## Biografia
Nacque a Lucca il 23 dicembre 1659.
Arcivescovo titolare di Tebe e nunzio apostolico in Germania dal 1698, ricevette la consacrazione episcopale nel medesimo anno.
Nel 1702 lasciò la nunziatura in Germania per passare al ruolo di nunzio in Polonia (1703).
Nel 1704 divenne arcivescovo di Lucca.
Papa Clemente XI lo elevò al rango di cardinale nel concistoro del 17 maggio 1706 e pochi mesi dopo lasciò il ruolo di nunzio in Polonia.
Nel 1724, poco prima di morire, venne nominato arcivescovo (titolo personale) di Osimo.
Morì il 28 giugno 1724 all'età di 64 anni.

## Orazio Filippo Spada e l'arte
Il cardinale fu mecenate e collezionista di opere d'arte. A Lucca, nel Museo Nazionale di Palazzo Mansi, resta il suo trono in legno intagliato e dorato completo di baldacchino finemente decorato. A Osimo fece realizzare, nel coro della cattedrale di San Leopardo, un notevole mobile ligneo che tuttora porta il suo stemma.

## Genealogia episcopale e successione apostolica
La genealogia episcopale è:
- Cardinale Juan Pardo de Tavera
- Cardinale Antoine Perrenot de Granvelle
- Vescovo Frans van de Velde
- Arcivescovo Louis de Berlaymont
- Vescovo Maximilien Morillon
- Vescovo Pierre Simons
- Arcivescovo Matthias Hovius
- Arcivescovo Jacobus Boonen
- Arcivescovo Gaspard van den Bosch
- Vescovo Marius Ambrosius Capello, O.P.
- Arcivescovo Alphonse de Berghes
- Arcivescovo Humbertus Guilielmus de Precipiano
- Cardinale Orazio Filippo Spada

La successione apostolica è:
- Vescovo Nicolao Gaetano Aprosio, C.R. (1714)